# Ducato di Mayenne

La Francia nel 1477

Stemma dei duchi di Mayenne

La baronia di Mayenne, che in seguito divenne marchesato di Mayenne poi ducato di Mayenne, è stata istituita relativamente tardi.

## Storia
Nel mese di settembre 1544, la baronia è stata elevata in marchesato verificato con lettere dal Parlamento il 7 settembre 1546, e altre il 16 aprile 1553 e il 7 maggio 1554. È stato elevato a ducato con lettere verificate dal Parlamento il 24 settembre 1573.